# N. A. Sadagurschi
N. A. Sadagurschi (Sadogurschi) a fost un politician moldovean, ales în Sfatul Țării. 

## Sfatul Țării
N. A. Sadagurschi, de naționalitate evreu, a fost ales în Sfatul Țării de către organizația sionistă-socialistă Poale Țion.